# Deimantas Petravičius
Deimantas Petravičius (* 2. September 1995 in Vilnius) ist ein litauischer Fußballspieler, der bei Aguilas CF.

## Karriere

### Verein
Deimantas Petravičius spielte bis zum Jahr 2011 in der Nationalen Fußballakademie von Litauen. Ab 2011 war er fünf Jahre bei Nottingham Forest aktiv. Sein Debüt als Profi gab er jedoch während einer Leihe zum englischen Viertligisten FC Stevenage, wo er von Januar bis März 2016 spielte. Sein Debüt für Nottingham gab er kurz nach seiner Rückkehr am 5. März 2016 gegen Ipswich Town, als er für Ryan Mendes eingewechselt wurde. Nach nur einem Einsatz in der ersten Mannschaft von Forrest verließ er den Verein im August 2016 in Richtung Polen und unterschrieb einen Vertrag bei Zagłębie Lubin. Für den Verein aus Niederschlesien kam er jedoch in der Saison 2016/17 nur einmal gegen Wisła Płock zum Einsatz. Im August 2017 wechselte der 21-Jährige nach einem erfolgreichen Probetraining zum FC Motherwell. Eine Saison später folgte ein Wechsel zum schottischen Zweitligisten FC Falkirk.

### Nationalmannschaft
Deimantas Petravičius begann ab dem Jahr 2011 Litauen bei internationalen Länderspielen zu vertreten. Er debütierte dabei im Juni 2011 in der litauischen U-17-Nationalmannschaft gegen Finnland. In seinem siebten von acht Spielen in dieser Altersklasse erzielte er sein erstes Tor im Nationaltrikot gegen Dänemark. Ab dem Jahr 2012 spielte er in der U-19-Nationalmannschaft. Mit der U-19-Auswahl nahm er 2013 an der Europameisterschaft in seinem Heimatland teil. Am 18. November 2013 debütierte Petravičius in der A-Nationalmannschaft gegen die Moldau. Einen Tag später gab er auch sein Debüt in der U-21-Nationalmannschaft.